# NGC 6338
NGC 6338 is een lensvormig sterrenstelsel in het sterrenbeeld Draak. Het hemelobject werd op 24 april 1789 ontdekt door de Duits-Britse astronoom William Herschel.

## Synoniemen
- UGC 10784
- MCG 10-24-116
- ZWG 299.66
- PGC 59947